# Petrus Peckius de Oude

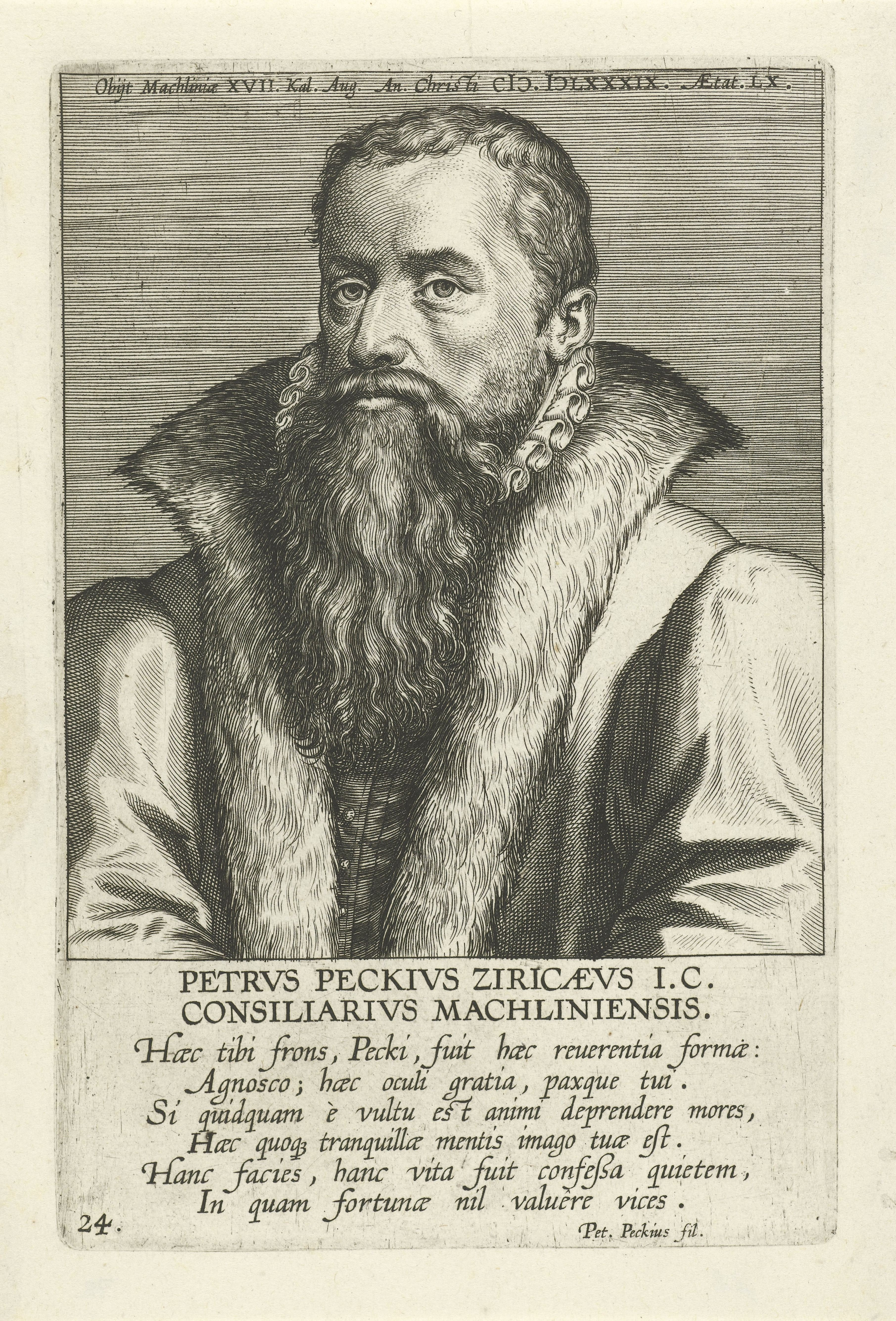

Petrus Peckius de Oude (Zierikzee, 16 juli 1529 - Mechelen, 16 juli 1589), ook bekend als Pieter Peck, was een rechtsgeleerde in de Zuidelijke Nederlanden en hoogleraar aan de Universiteit Leuven.

## Levensloop
Petrus Peckius de Oude was een van de eerste rechtgeleerden die over maritiem recht publiceerde.
Als overtuigd katholiek bleef hij trouw aan de Spaanse kroon tijdens de Tachtigjarige Oorlog. In 1582 werd hij tot rechter benoemd in de Grote Raad van Mechelen, het opperste gerechtshof in de Zeventien Provinciën, dat in die periode in Namen zetelde.
Hij was getrouwd met Catharina Gillis, van wie de broer de secretaris was van Margaretha van Parma en een andere broer gouverneur van Oostende. Het echtpaar kreeg verschillende kinderen, onder wie Petrus Peckius de Jonge.
Peck studeerde in Leuven en promoveerde tot doctor in beide rechten op 27 augustus 1553. Van toen af noemde hij zich Peckius.

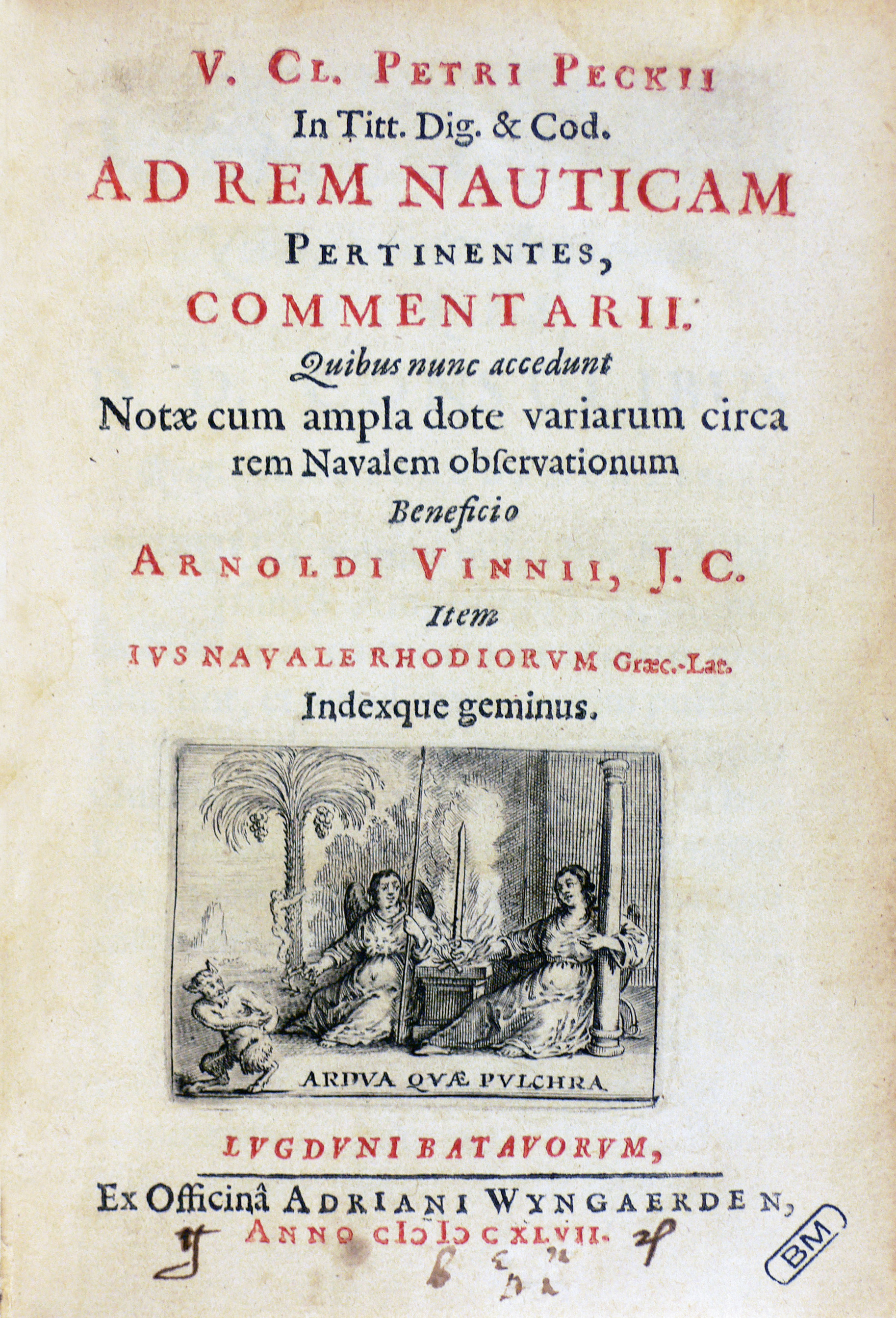
Ad rem nauticam pertinentes, (Milano, Fondazione Mansutti).

In 1555 werd hij belast met het doceren van de inleiding tot de wetten (de Paratiteles), een leerstoel die door Filips II in Leuven was ingesteld. In 1562 werd hij gewoon hoogleraar in Romeins recht aan dezelfde universiteit en volgde Jean Vendeville op, vertrokken naar de Universiteit van Dowaai, als professor kerkelijk recht.